# Psilocerea tristigma
Psilocerea tristigma là một loài bướm đêm trong họ Geometridae.